# Список израильских форпостов в Иудее и Самарии
Цель данного списка — предоставить основную информацию об израильских форпостах в Иудее и Самарии (Западный берег реки Иордан).

## Ха-Баит Ха-Адом (Хават Ишув ха-Даат)
Ишув ха-Даат (буквально «Посёлок Познания») — посёлок, основанный в 2000 году как «молодёжная деревня» («хават ноар»). Расположен в Самарии, в центре Израиля, рядом с поселениями Шило и Швут Рахель. Территория фермы занимает приблизительно 10 гектаров.

### Особенности сельскохозяйственной деятельности
Ишув xа-Даат находится в центре анклава еврейских караванных посёлков, заложенных 10-14 лет назад, но до сих пор не получивших легального статуса из-за противодействия властей. Ферма находится между посёлками Кеда (Израиль), Адиад и Ахия (Израиль). Вокруг расположены плантации винограда, оливковых деревьев, гранатов и миндаля.
Большинство окружающих посёлков занимаются обычным, конвенциональным земледелием, но в Ишуве Ха-Даат сельское хозяйство ведётся по принципу пермакультуры, что ближе всего по смыслу к понятию «натуральное земледелие». В 2003 к жителям приходящей в упадок фермы присоединился рав Михи Йосефи, который и предложил путь «естественного земледелия», что позволило поселению выжить, развиться и получить известность. Тогда же посёлку было дано нынешнее имя.

### Идеология и цели существования поселения
Жители фермы под руководством рава Иехиэля Михаэля Йосефи считают необходимым восстановление глубокой связи вернувшихся евреев с Землёй Израиля, утерянной за тысячелетия скитаний. Восстановление этой связи они считают необходимостью как для правильного понимания Торы, так и для правильного еврейского воспитания детей. Поэтому кроме природной красоты, работа в посёлке имеет и идеологическую направленность — заселение Эрец-Исраэль.
Один из смыслов названия фермы — «неторопливое размышление». По словам основателей, одной из их целей было «дать людям, приходящим к ним, возможность остановиться, задуматься, соприкоснуться с вечностью Земли Израиля, попробовать ощутить связь Торы, еврея и этой Земли».
Рав Йосефи строит свою ферму как реабилитационно-восстановительное живое пространство — куда люди могут приезжать, жить и работать, восстанавливаясь духовно и физически.
На ферме регулярно проводятся шаббаты, ночные и дневные уроки по изучению Торы, семинары и фестивали. Периодически на ферме живут небольшие группы учеников.
Место служит кемпингом для всех походных молодёжных групп, путешествующих в окрестностях посёлка, для индивидуального и семейного отдыха.

## Гиват-Асаф
Гиват-Асаф — это форпост Бейт-Эля, расположенный на съезде с шоссе № 60 в сторону Бейт-Эля.
Ранее, до соглашений Осло, шоссе № 60 проходило через Рамаллу, и далее шло непосредственно рядом с Бейт-Элем. После соглашений Осло шоссе в районе Рамаллы было перенесено на восток, чтобы объезжать Рамаллу, и поэтому Бейт-Эль стал отстоять от шоссе на 4 километра, и точка выезда дороги из Бейт-Эля на шоссе стала стратегически важной для существования Бейт-Эля, поскольку она соединяет Бейт-Эль с Иерусалимом.
Около этого места в мае 2001 году произошло убийство арабами Асафа Гершковица из Офры (Асафу было 31 год, отец двух маленьких детей). На той же дороге за три месяца до этого арабы убили его отца Арье. В память об Асафе форпост, построенный в 2001 году на горке, находящейся над перекрестком, с которой можно контролировать этот перекресток, назван Гиват-Асаф.
Гиват-Асаф продолжает находиться в статусе форпоста, то есть не утвержденного государством Израиля населенного пункта в Иудее и Самарии, и ведется юридическая борьба за его сохранение.
Бейт-Эль рассматривает Гиват-Асаф как один из своих районов.
В Гиват-Асаф живёт сегодня 20 семей.

## Гиват-Салит
Форпост расположен в Иорданской долине в 300 метрах от поселения Мехола. Форпост был основан в сентябре 2001 после убийства Салит Шитрит арабским террористом и был назван в память о ней. Форпост находится в процессе легализации как квартал поселения Мехола.

## Иса-Браха
Расположен в районе поселения Мицпе Йерихо, расположенного у шоссе номер 1, ведущей на Мёртвое море.

## Оз-Цион
Оз-Цион — израильский форпост, расположенный в южной части Самарии, на западном берегу реки Иордан. Основан 18 октября 2011 года. Расположен на территории регионального совета Мате-Биньямин, округа Иудея и Самария. Оз-Цион расположен на перекрёстке «Асаф» на 60-м шоссе. Ближайший населённый пункт — Гиват-Асаф, Ближайший крупный город — Иерусалим. Всё население Оз-Цион составляют евреи относящиеся к национально религиозному движению. Основной костяк населения составляет молодёжь.
Автобусы № 147 и № 170 кооператива «Эгед» проходит через перекрёсток «Асаф» несколько раз в день соединяя его с Иерусалимом и Офрой и Бейт-Элем соответственно.
Создание нового форпоста неподалёку от форпоста Гиват-Асаф было ответом поселенческого движения на решение Высшего суда справедливости Израиле о необходимости демонтажа нескольких форпостов, в том числе Гиват-Асаф, признанных им незаконно построенными. Форпост был заложен 18 октября 2011 года. Были установлены три деревянных домика и посажены масличные деревья. С момента создания форпост многократно разрушался силами гражданской администрации и каждый раз восстанавливался.
На территории форпоста проводятся курсы ускоренного строительства, призванные повысить скорость возведение новых форпостов и восстановления разрушенных.

## Швут-Рахель
Формально посёлок считается одним из кварталов Шило, но функционирует как самостоятельный населённый пункт.